# 吻原指树蛙
吻原指树蛙（学名：Kurixalus naso），舊稱吻泛树蛙，为树蛙科原指树蛙属的两栖动物。分布于西藏（藏区）、印度、缅甸等地。體長43（1.7英寸）。

## 保护
本种于2023年被收录入《有重要生态、科学、社会价值的陆生野生动物名录》。